# Dienis Murtazin
Dienis Mansurowicz Murtazin (ros. Денис Мянсурович Муртазин; 24 sierpnia 1986) – rosyjski zapaśnik walczący w stylu klasycznym. Drugi w Pucharze Świata w 2016. Drugi na mistrzostwach Rosji w 2015 roku.